# Liechtenstein aux Jeux olympiques d'été de 1952
Le Liechtenstein participe aux Jeux olympiques d'été de 1952 à Helsinki en Finlande du 19 juillet au 3 août 1952. Il s'agit de sa 3e participation à des Jeux d'été. Le pays est représenté par deux cyclistes sur route et ne remporte pas de médaille au cours de ces Jeux.

## Cyclisme sur route
| Athlète       | Compétition     | Temps             | Rang |
| ------------- | --------------- | ----------------- | ---- |
| Ewald Hasler  | Course en ligne | 5 h 23 min 34 s 8 | 43e  |
| Alois Lampert | Course en ligne | 5 h 20 min 06 s 6 | 30e  |

## Sources
- (en) Cet article est partiellement ou en totalité issu de l’article de Wikipédia en anglais intitulé « Liechtenstein at the 1952 Summer Olympics » (voir la liste des auteurs).